# Стипль-чез (кінний спорт)
Стипль-чез (стіплчейз; англ. steeplechase) — вид кінних перегонів на дистанцію, в яких учасники змагання повинні долати різноманітні перешкоди. Найчастіше проводиться у Ірландії, Великій Британії, Канаді, США, Австралії та Франції. Назва походить від ранніх скачок, в яких орієнтиром напрямку руху був церковний купол (англ. steeple).
Найважчими стипль-чезами вважають Великий національний (Ліверпуль) і Великий Пардубицький (Чехія).